# 세이부 철도 4000계 전동차
세이부 철도 4000계 전동차(일본어: 西武4000系電車)는 1988년부터 운행을 시작한 세이부 철도의 근교형 전동차이다.
이 차량은 세이부 지치부 선의 서비스 개선과 지치부 본선에 직결 운행하기를 목적으로 제작되었다. 차내 의자 배치는 고정식 대면형 좌석과 긴 의자의 혼합식이다. 1량당 한쪽으로 2개씩 있는 출입문 옆에는 반 자동 스위치가 있으며 차량 내외에서 출입문 개폐 조작이 가능하다. 한노 역을 향하는 선두차에는 화장실이 있다.

## 운행 형태
- 세이부 철도 구간 : 평소에는 4량으로 편성되며, 1인 승무로 운행을 한다.
  - 이케부쿠로 선, 세이부 지치부 선: 한노 역 - 세이부 지치부 역
- 지치부 철도 직결 운행 시는 8량(4 + 4) 편성으로 운행되고 요코제 역에서 4량에 분리된다.
  - 미쓰미네구치 역 행 열차는 세이부 지치부 역에서 스위치백을 해서 가게모리 역을 향한다.
  - 나가토로 역 행 열차는 요코제 역에서 오하나바타케 역을 향한다.
- 토요일, 일요일, 공휴일에는 이케부쿠로역에서 운행되는 열차도 있다.

## 개조
1994년에 지치부 철도가 자동 열차 정지 장치(ATS)를 설치함에 따라 해당 ATS를 장비하였다.
2002년에 1인 승무로 운행하기 위한 공사를 실시되었다. 마스콘이 졸음방지장치 내장형으로 교환되었다. 차내에는 감시 비디오 카메라가 설치되었다.

## 사진

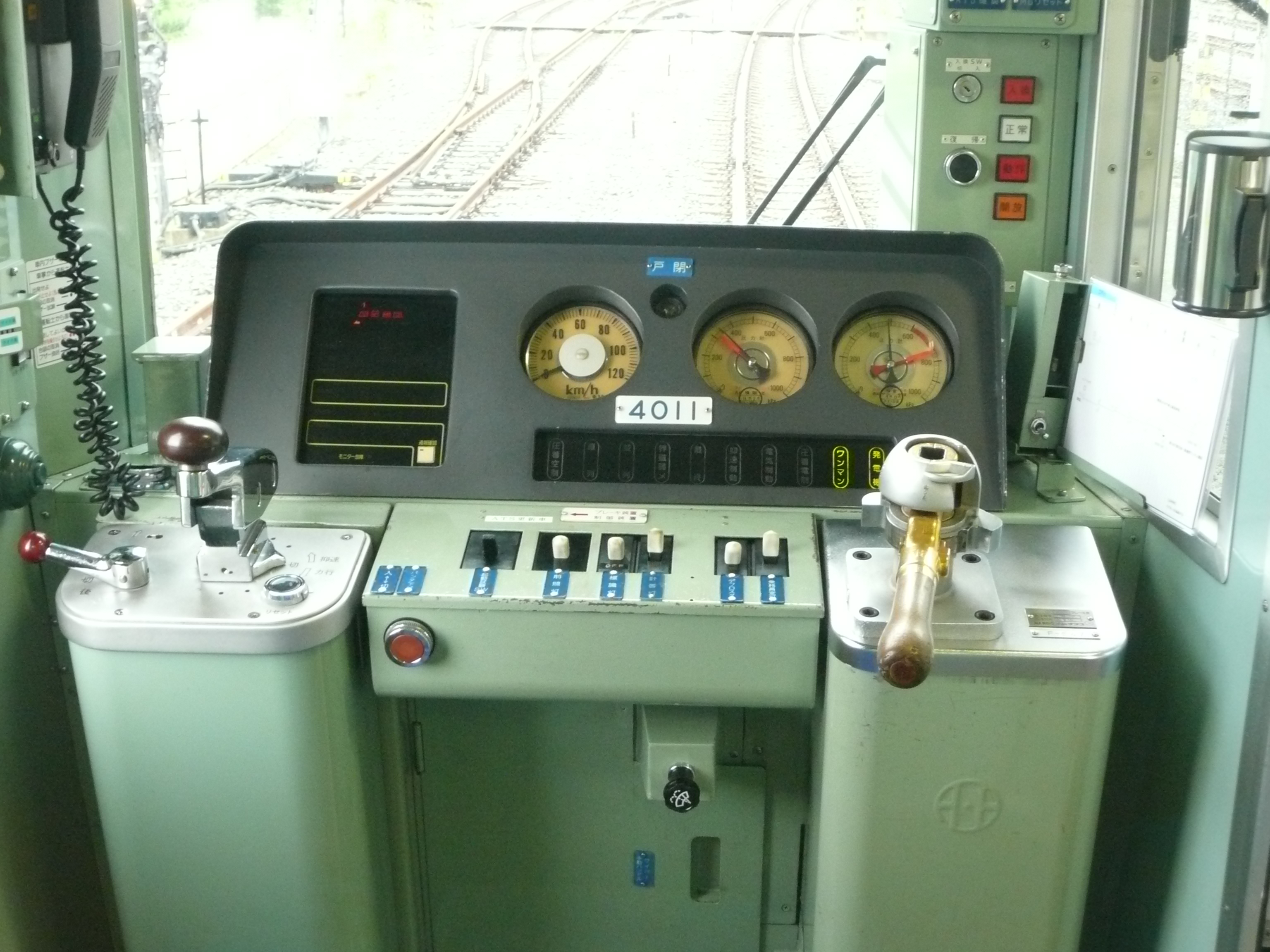
운전 조작 기구
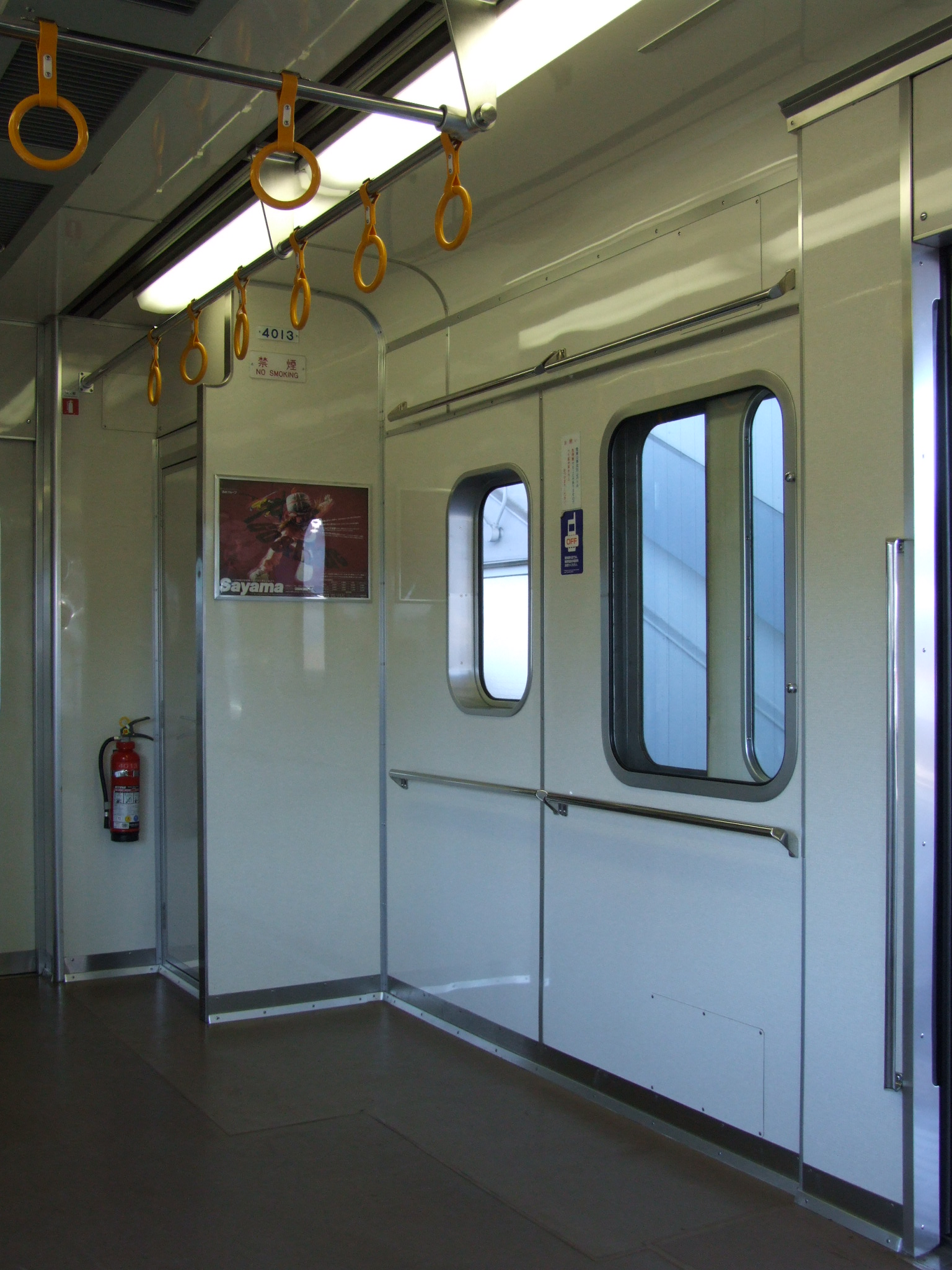
휠체어 공간
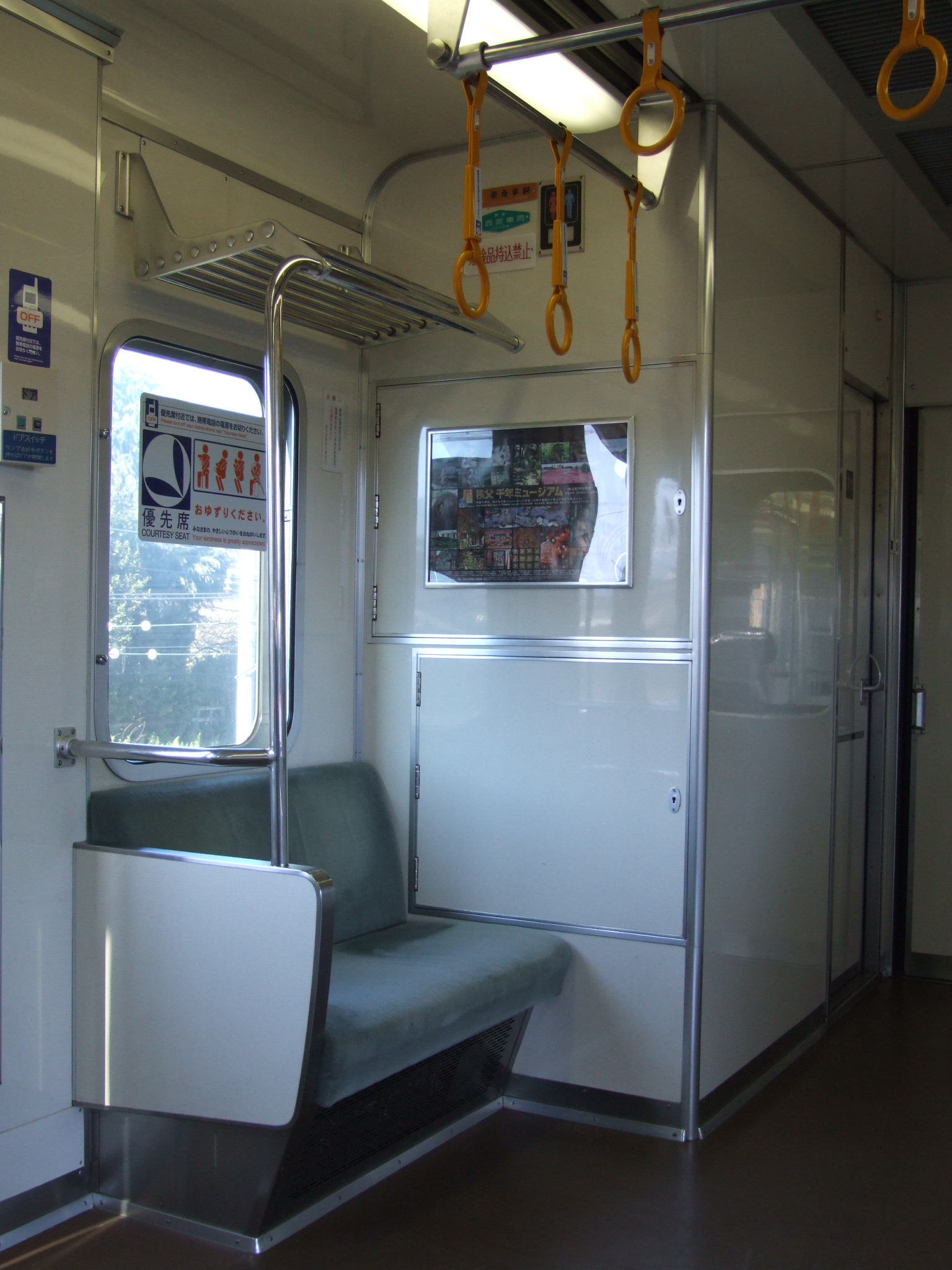
화장실이 설치된 공간
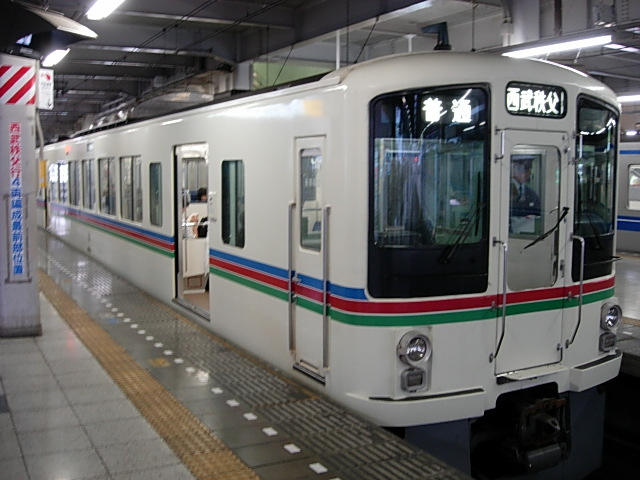
한노 역에 정차중인 각역정차 세이부 지치부행
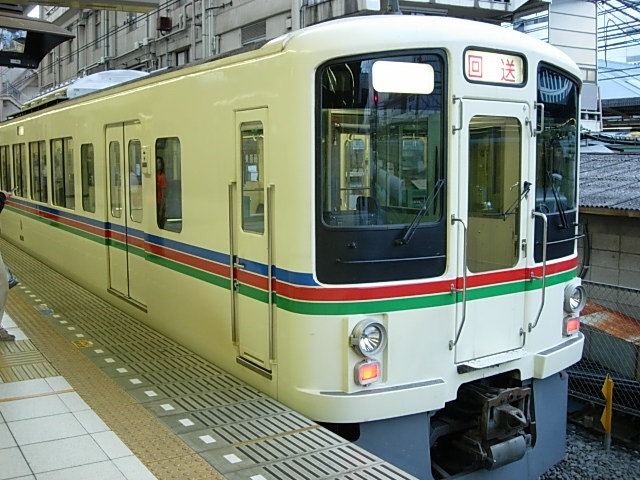
운행을 마치고 회송열차로 전환. 촬영장소는 이케부쿠로역
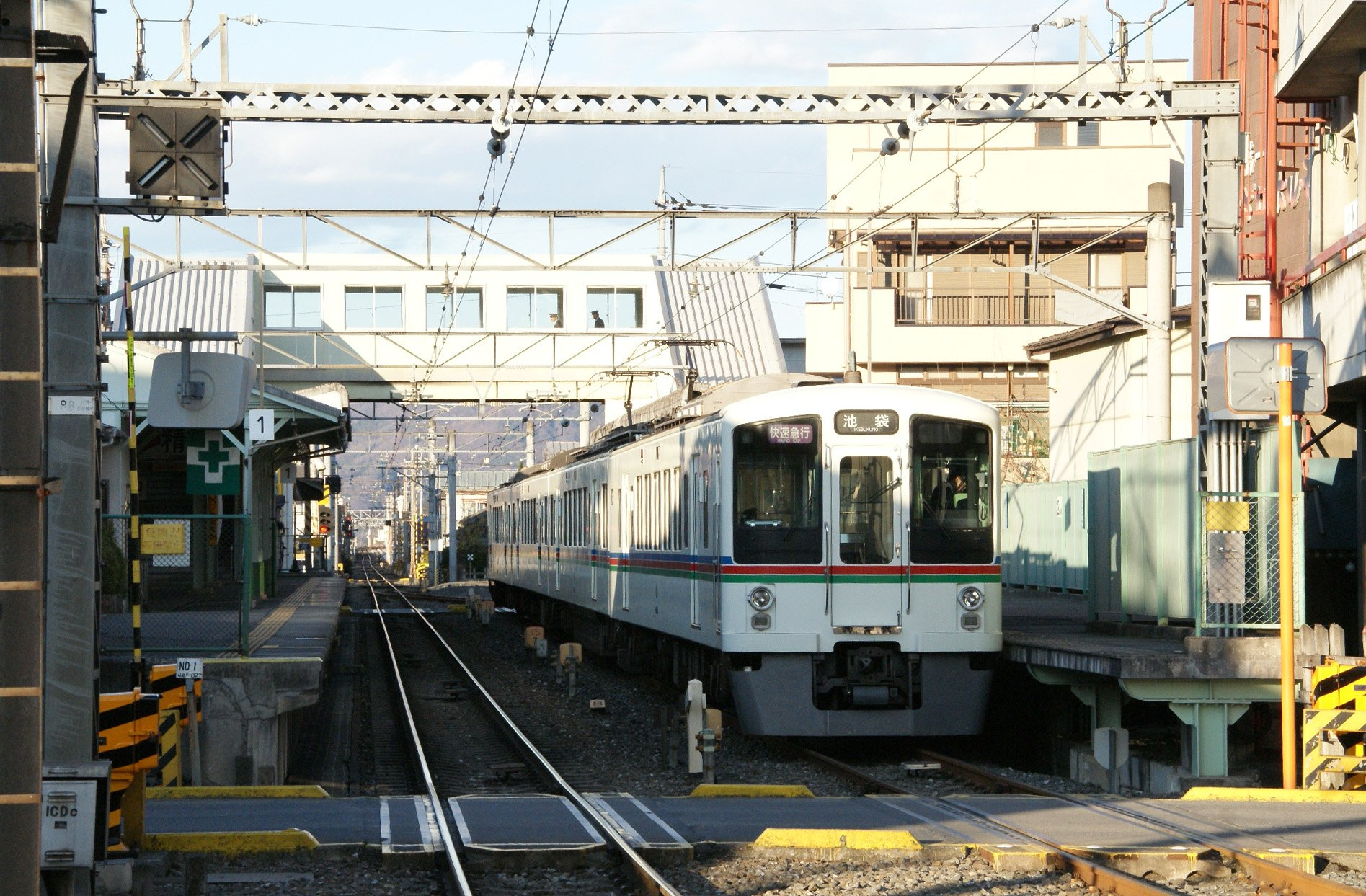
지치부 철도 지치부 선의 오하나바타케 역에 정차중인 열차

1. ↑  철도 픽토리얼 512호